# Synagoge Adelebsen
Die Synagoge Adelebsen wurde von der örtlichen jüdischen Gemeinde im Jahr 1836 in Adelebsen errichtet und bei den Novemberpogromen von 1938 zerstört. Die Synagoge befand sich in zweiter Reihe in der Langen Straße.

## Bau der Synagoge
Die Ursprünge der jüdischen Gemeinde in Adelebsen reichen bis in das 17. Jahrhundert zurück. 1836 wurde das Grundstück Lange Straße 15 erworben und das vorhandene Vorderhaus als jüdische Schule eingerichtet, auf einem Plateau dahinter wurde die Synagoge gebaut. Es handelte sich um einen einfachen Fachwerkbau, der von einer niedrigen Mauer eingefriedet und über eine Treppe zu erreichen war.
In der ersten Hälfte des 19. Jahrhunderts bildeten die in Barterode und Güntersen lebenden Juden eine Synagogengemeinde. Die Gemeinde zerfiel später und die Barteröder Juden kehrten nach Adelebsen zurück. Dieser Zustand wurde 1846 vorläufig geduldet und 1861 formell anerkannt, so dass auch die Barteröder Juden den Bau von 1836 nutzten.

## Baubeschreibung und Ausstattung
Weder Pläne noch Fotos der Synagoge sind erhalten. Auch eine archäologische Ausgrabung ergab keine Ergebnisse über die genaue Lage und Größe der Synagoge. Es existiert lediglich eine später nach Angaben des emigrierten Gemeindeglieds Avri Gershon angefertigte, schematische Zeichnung. Demnach stand das nach Osten ausgerichtete Fachwerkgebäude auf einem hinter dem Vorderhaus Lange Straße 15 gelegenen, durch eine Mauer umgebenen, plateauförmigen Gelände, zu dem man über die heute noch über eine zwölfstufige Treppe gelangt. Die Süd- und Nordfront war mit Fenstern versehen; der Eingang befand sich nicht wie sonst meist üblich an der West-, sondern an der Südseite. Über ihm war ein Rundfenster angebracht, in dem ein Davidstern abgebildet war. Ein Vorraum führte links zur Frauenempore und rechts in einen separaten Saal. Der Gebetsraum für Männer war durch eine Tür in der Flucht des Haupteingangs erreichbar.
Die Synagoge bot im 19. Jahrhundert etwa 50 Männern und Frauen Platz. Im Zentrum des Gebetsraums stand die erhöhte Bima mit Pult, an der Ostwand der Toraschrein mit fünf Rollen, verhüllt von einem Parochet. Rechts daneben befand sich der Stuhl des Vorbeters. Ein Kronleuchter von der gewölbten, bläulich gefärbten Decke und Wandlampen sorgten für Beleuchtung.
Teile der Synagogenausstattung werden im Städtischen Museum Göttingen aufbewahrt, so beispielsweise 18 schon 1917 ins Museum gelangte Tora-Wimpel.

## Zerstörung
Mit der Machtergreifung der Nationalsozialisten 1933 begann auch in Adelebsen die systematische Verdrängung der jüdischen Gemeinde. Zählte sie damals noch 32 Mitglieder, führte der wachsende Druck zur Abwanderung vieler Familien. Bereits 1929 kam es zu Schändungen des jüdischen Friedhofs. 1937 brachen Angehörige der Adelebser SS brechen in die Synagoge ein und beschädigen Teile der Inneneinrichtung.
In den Morgenstunden des 10. November 1938 setzte ein aus Göttingen angerücktes SS-Kommando unter Mithilfe von Mitgliedern der örtlichen SS und SA die Synagoge in Brand. Das Überreste des zerstörten Gebäudes wurden anschließend sofort abgerissen.
Ebenfalls am 10. November 1938 drangen Nationalsozialisten in jüdische Häuser ein, misshandelten Bewohner. Die Erwachsenen wurden im Keller des Rathauses eingeschlossen und dabei zum Teil misshandelt. Der Ablauf der Verhaftungen ist photographisch dokumentiert.

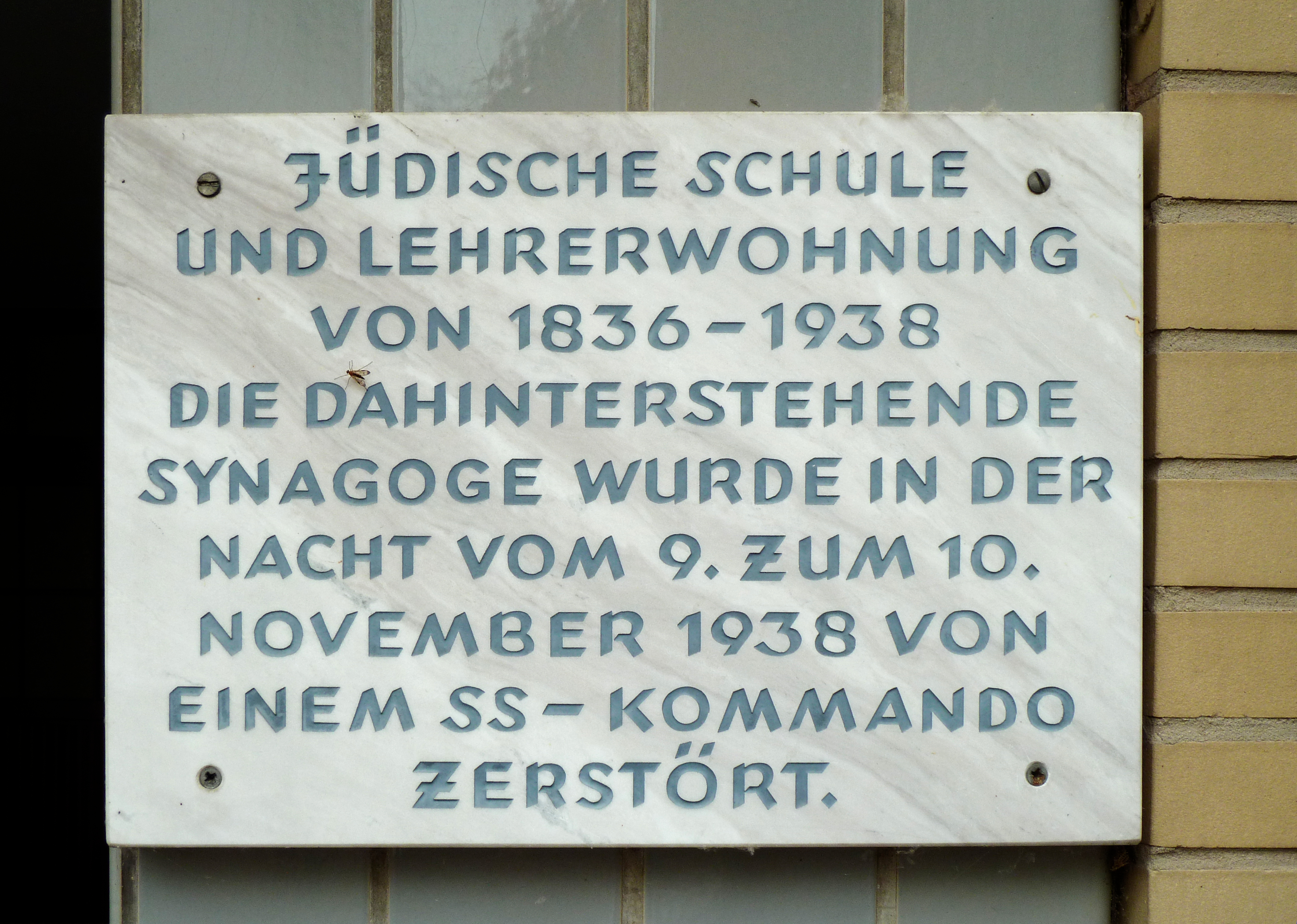
Gedenktafel für die jüdische Schule und die zerstörte Synagoge

## Gedenken
An die ehemalige Schule und die Synagoge erinnert seit 1989 eine Gedenktafel am Vorderhaus. Sie trägt die Inschrift: